# Coccorchestes ferreus
Coccorchestes ferreus là một loài nhện trong họ Salticidae. Loài này được phát hiện ở Queensland.